# Eriosema gunniae
Eriosema gunniae är en ärtväxtart som beskrevs av Charles Howard Stirton. Eriosema gunniae ingår i släktet Eriosema och familjen ärtväxter. Inga underarter finns listade i Catalogue of Life.